# Compsophorus cyaneus
Compsophorus cyaneus là một loài tò vò trong họ Ichneumonidae.